# Station Crawley
Crawley is een spoorwegstation van National Rail in Crawley, Crawley in Engeland. Het station is eigendom van Network Rail en wordt beheerd door Southern. 